# Stjepan Križan
Stjepan Križan, (Zagreb, 1951.), hrvatski je pjesnik, skladatelj-kantautor. 
Stjepan Križan rođen je u Zagrebu 1951. godine.
Nastupao je na pozornicama diljem Hrvatske pjevajući svoje, ali i pjesme drugih autora. Godine 2001., 2002., 2003., 2004., 2005., 2006, 2008. i 2009. nastupao je na ChansonFestu - međunarodnom festivalu šansone u Zagrebu, Sudjelovao je na svim dosad održanim 'open-air' festivalima Cest is 'd best' u ulozi izvođača, voditelja, glavnog inspicijenta, koordinatora. Nastupao je na pozornicama diljem Hrvatske – od koncertne dvorane 'V. Lisinskog' u Zagrebu, koncertirao u Dubrovniku, Splitu, Rijeci, Osijeku, Koprivnici, Opatiji, Labinu te više od 6 godina redovito na Špancirfestu u Varaždinu a upečatljivi su također nastupi u dalekoj NR Kini – tromjesečna turneja po gradovima: Shanghai, Hangzhou, Shaoxing, Nanjing.

## Pjesme
Stjepan Križan, jedan je od sljedbenika tzv. zagrebačke škole šansone, pjesnik i glazbenik čije su pjesme: "Pariška zima", "Ulica", "Prolazi vrijeme", "Novčići, novčići", "Sve se mijenja" i mnoge druge. U svojim pjesmama Stjepan opisuje svijet koji ga okružuje, svakodnevnicu, ljude koji ga okružuju; ali isto tako nerijetko se okreće sebi, svojim osjećajima, dilemama. Socijalna komponenta i nepodijeljena simpatija za tzv. obične, svakodnevne, 'male' ljude i njihove sudbine ostavila je neizbrisiv trag i u njegovim pjesmama.
Svoje šansone Stjepan je ostavio zabilježene na CD-ima: Pariška zima,  Prolazi vrijeme, Budi uvijek svoj i  Retrospektiva.
Zajedno sa suprugom Dragicom Bibom Križan izdao je zbirku pjesama Sve ono što nas veže. 
Godine 2014 osnovao je country grupu 'Wilbur's Traveling Band'. Grupa je izvodila izvornu američku country,bluegras,folk i gospel glazbu .

## Vanjske poveznice
- Stjepan Križan, mrežne stranice  Arhivirana inačica izvorne stranice od 28. rujna 2013. (Wayback Machine)